# Румянцев, Алексей Павлович
Алексей Павлович Румянцев (1921 — 2015) — сержант Советской Армии, участник Великой Отечественной войны, Герой Советского Союза (1943).

## Биография
Родился 24 апреля 1921 года на хуторе Борьба (ныне — Угранский район Смоленской области). До войны проживал в Москве, работал монтёром в Московской радиотрансляционной сети. Окончил два курса железнодорожного техникума. В 1940 году Румянцев был призван на службу в Рабоче-крестьянскую Красную Армию. С декабря 1942 года — на фронтах Великой Отечественной войны.
К октябрю 1943 года сержант Алексей Румянцев командовал орудием 435-го истребительно-противотанкового артиллерийского полка 8-й отдельной истребительно-противотанковой артиллерийской бригады 51-й армии 4-го Украинского фронта. Отличился во время освобождения Мелитополя. 13-23 октября 1943 года расчёт Румянцева принимал активное участие в отражении большого количества немецких танковых и пехотных контратак, нанеся противнику большие потери.
Указом Президиума Верховного Совета СССР от 1 ноября 1943 года за «образцовое выполнение боевых заданий командования на фронте борьбы с немецкими захватчиками и проявленные при этом мужество и героизм» сержант Алексей Румянцев был удостоен высокого звания Героя Советского Союза с вручением ордена Ленина и медали «Золотая Звезда» за номером 1289.
В 1947 году Румянцев был демобилизован. Проживал в Санкт-Петербурге, до выхода на пенсию работал в управлении связи. Умер 14 ноября 2015 года. Похоронен на Серафимовском кладбище. Увековечен на аллее героев в г. Смоленске.
Был также награждён орденами Отечественной войны 1-й степени и Красной Звезды, рядом медалей. 

## Примечания

Могила Румянцева на Серафимовском кладбище Санкт-Петербурга.